# Woria Dzumerka
Woria Dzumerka (gr. Δήμος Βορείων Τζουμέρκων, Dimos Worion Dzumerkon) – gmina w Grecji, w administracji zdecentralizowanej Epir-Macedonia Zachodnia, w regionie Epir, w jednostce regionalnej Janina. W 2011 roku liczyła 5714 mieszkańców. Powstała 1 stycznia 2011 roku w wyniku połączenia dotychczasowych gmin: Dzumerka, Pramanda i Katsanochoria oraz wspólnot: Sirako, Kalarites, Matsuki i Watipedo. Siedzibą gminy jest Pramanda.